# Aesthetic (EP)
Aesthetic (traducido como Estética) es el primer trabajo de la banda de post hardcore, From First to Last, en junio del 2003. Este EP contiene a Phillip Reardon como vocalista. El nombre de la banda en ese entonces era First Too Last, en el año 2008, el EP se puso a venta en iTunes, donde la versión del álbum cambió a From First to Last.
Previo a este EP, la banda grabó 4 canciones como demo, creando así el Aesthetic Demos. Publicado en internet en 2002.

## Listado de temas
1. "Such a Tragedy" – 3:08
2. "..." - 0:27
3. "For the Taking" – 3:39
4. "Regrets and Romance" – 3:51
5. "When Flying Feels Like Falling" – 2:51
6. "Ultimatums for Egos" – 3:31
7. "My Heart, Your Hands" – 4:20

## Personal
FFTL
- Phillip Reardon - voces, sintetizadores
- Matt Good - guitarra principal, voces
- Travis Richter - guitarra rítmica, voces
- Joey Antillion - bajo
- Derek Bloom - batería, percusión, coros

Músicos adicionales
- Maria Richter - voces (en For the Taking y Regrets & Romance)

Producción
- From First to Last - producción
- Lee Dyess - producción, mezcla, ingeniero de sonido
- Adam Krause - fotografía
- Burn It Down Media - artwork, diseño

### Línea de tiempo
Timeline